# Varlosen
Varlosen est un quartier de la commune allemande de Niemetal, dans l'arrondissement de Göttingen, Land de Basse-Saxe.

## Géographie
Varlosen se situe sur le Nieme, à l'est du Bramwald, au sein du parc naturel de Münden.

## Histoire
Varlosen est mentionné pour la première fois dans un document contrefait du XIIe siècle soi-disant de 1093. Le toponyme est "Vereldehusen". C’est un acte de donation de Henri de Nordheim à l'abbaye de Bursfelde.
Au début du XIXe siècle, Varlosen devient une partie du canton de Dransfeld, qui est à son tour intégré au district de Göttingen.
Le 1er janvier 1973, les communes de Varlosen, Ellershausen bei Münden, Imbsen et Löwenhagen fusionnent pour former la commune de Niemetal.